# テレビでロシア語
テレビでロシア語（てれびでろしあご）は、NHK Eテレが2009年9月30日から2017年9月まで放送したロシア語の語学番組である。

## 概要
「細分化して番組数・合計時間数共に増加した英語講座」と「増加した英語以外の語学講座」に対して、限られた教育テレビの時間枠の配分に苦慮するという現象は、1990年代、『ロシア語会話』の時代から始まっていた。が、1990～1992年度に2年間かけて行われた最初の時間削減(1990年度の『イタリア語会話』・1991年度の『日本語講座』の新設、および1992年度にかけての初級英会話番組の大幅な増設に伴う)では、英語・日本語以外のテレビ語学講座のうち、独・仏・中・西・露は週30分×2コマ(再放送あり)→週20分×2コマ(再放送あり)、ハングル(韓国朝鮮)は週30分×1コマ(再放送あり)→週20分×2コマ(再放送あり)と、結果は同一時間となり(イタリア語は1990年度に週20分×1コマ(再放送あり)で開始、翌1991年度より週20分×2コマ(再放送あり)となる)、1998年度の二度目の時間削減も、週20分×2コマ(再放送あり)→週30分×1コマ(再放送あり。但し中国語とイタリア語は再放送2回)とほぼ横並びであった。(2003年度には、中国語・イタリア語共に再放送1回に戻っている)。どれかやめると「外交上の問題になりかねない」という根底の事情を反映したものである。
が、2004年度下半期(2004年10月)に、テレビで『アラビア語会話』が新設される頃には、既に「公平」な時間配分をする余裕は無くなっていた。教育テレビが1枠しか無い上に、語学番組の視聴好適時間帯はどうしても限定されるからである。そのため、語学番組利用調査ではランキング下位に回りやすいロシア語と再放送枠の融通が為されることになった。2004年度の上半期は、アラビア語年間常設の準備として、4月～6月に前年夏の短期集中講座『アラビア語入門』が週25分×1コマのペースで再放送されたが、『ロシア語会話』の再放送枠は確保されていた。しかし、下半期(同年10月～翌2005年3月)は、新設の『アラビア語会話』が週30分×1コマ(再放送あり)で始まる代わりに、ロシア語の再放送枠は無くなった。1973年のテレビ・ロシア語講座開始以来初の、前代未聞の事態である。しかも週1コマの貴重な「本放送」枠も、内容は上半期の再放送であった。
が、奇妙なことに、2004年の4月からは、1973年の番組発足以来ずっと隔月刊だった放送用テキスト(日本放送出版協会)が、月刊となっている。
翌年度、2005年4月～9月には、『ロシア語会話』の再放送枠は復活する(この期間、『アラビア語会話』の再放送枠は無し)。そしてこの年度から、英・日・亜以外のすべての語学講座で、幸か不幸か1コマが30分から25分に短縮されたため、『ロシア語会話』は新シリーズの制作ができた。が下半期の同年10月～2006年3月には、再びアラビア語に再放送枠を与え、ロシア語には再放送枠は無し、かつ内容は上半期の再放送、という前年度のパターンが繰り返される。その後も『ロシア語会話』は、「再放送枠のある半年」と「再放送枠の無い半年」が不定期に入れ替わる状態が続き、内容も2005年4月～2007年3月の2年間は2005年度上半期の半年シリーズの再放送、2007年4月～2009年9月の2年半も2007年度上半期の半年シリーズの再放送となった。
このため『テレビで●○語』としてのスタートも、他の講座と比べ1年半遅れてのスタートで、最初のシリーズは結局3年半にわたって繰り返され、2013年4月にようやく新シリーズが始まるという状況であった。

放送用テキストは、上述のように『ロシア語会話』時代の2004年4月号より月刊となったが、『テレビでロシア語』となってからは、
2011年度まで(～2012年3月号)：月刊、2012年度(2012年4・5月号～2013年2・3月号)：隔月刊、2013年度(2013年4月号～2014年3月号)：月刊、
2014年度～2016年度(2014年4・5月号～2017年2・3月号)：隔月刊
と、月刊と隔月刊とを交互に繰り返したのち、2017年度上半期は、4月～9月の半年間の内容が1冊にまとめられた。テレビ・ロシア語講座開始以来初のことである。

2017年9月をもって本番組は終了し、『ロシアゴスキー』にリニューアルされたが、2022年3月に終了。同番組の終了を以て半世紀近くに渡るロシア語講座のテレビ放映に幕を下ろした。以降はラジオ講座のみ放送されている。

## 放送日時

### 2009年度下期
※以下“第1シリーズ”と称す。
『テレビでアラビア語』と枠を入れ替え。
- 本放送／教育テレビ　水曜日 0:30 - 0:55（火曜日深夜）
- 再放送／教育テレビ　土曜日 5:35 - 6:00
  - 2010年1月2日の再放送は、年末年始特別編成のため、休止になる。なお、2009年12月30日の本放送は、2009年12月23日・12月26日と同じ内容のものが放送される。
  - 2010年2月27日の再放送は、津波警報関連ニュースが放送されたため、休止になる。なお、2月24日分の再放送は3月2日2:45 - 3:10の放送となる。
- 内容／シベリア4都市紀行　ウラジオストク・ハバロフスク・ヤクーツク・イルクーツク
  - ウラジオストクからハバロフスクへの移動はシベリア鉄道の寝台列車・オケアン号に乗車。出発前のウラジオストク駅の放送分を含め、ロシア鉄道と共同で撮影が行われた[20]。

### 2010年度
※第1シリーズの再放送。
- 再放送：金曜日 0:30 - 0:55（木曜日深夜）
- 再々放送：土曜日 6:00 - 6:25
  - 2010年9月24日の再放送・9月25日の再々放送は、アンコール編成のため、2010年9月17日・9月18日と同じ内容のものが放送される。
  - 2011年1月1日の再々放送は、年末年始特別編成のため、休止になる。なお、2010年12月31日の本放送は、2010年12月24日・12月25日と同じ内容のものが放送される。
  - 2011年3月12日の再々放送、3月18日の再放送・3月19日の再々放送は、東北地方太平洋沖地震（東日本大震災）のニュースのため、休止になる。なお、第24課を2011年3月25日に、第25課を3月26日に放送される。

### 2011年度
※第1シリーズの再放送。
- 再放送：水曜日 0:00 - 0:25（火曜日深夜）
- 再々放送：金曜日 5:35 - 6:00
  - 2011年9月21日の再放送・9月23日の再々放送は、アンコール編成のため、2011年9月14日・9月16日と同じ内容のものが放送される。
  - 2011年12月28日の再放送・12月30日の再々放送は、アンコール編成のため、2011年12月21日・12月23日と同じ内容のものが放送される。
  - 2012年1月4日の再放送は、年始特別編成のため、休止になる。
  - 2012年3月28日の再放送・3月30日の再々放送は、アンコール編成のため、2012年3月21日・3月23日と同じ内容のものが放送される。

### 2012年度
※第1シリーズの再放送。
- 再放送：木曜日 1:00 - 1:25（水曜日深夜）
- 再々放送：金曜日 5:30 - 5:55
  - 2012年5月3日の再放送・5月4日の再々放送は、アンコール編成のため、2012年4月26日・4月27日と同じ内容のものが放送される。
  - 2012年8月10日の再々放送は、ロンドンオリンピック中継のため、休止になる。なお、8月9日分の再々放送は8月17日5:05 - 5:30の放送となる。
  - 2013年1月3日の再放送・1月4日の再々放送は、年始特別編成のため、休止になる。

### 2013年度上期
※以下2017年度上期までを“第2シリーズ”と称す。
- 本放送：木曜日 1:00 - 1:25（水曜日深夜）
- 再放送：金曜日 5:30 - 5:55

### 2013年度下期・2014年 - 2016年度・2017年度上期
※第2シリーズの再放送。
- 再放送：木曜日 1:00 - 1:25（水曜日深夜）
- 再々放送：金曜日 5:30 - 5:55

### 2017年下期以降
- 『ロシアゴスキー』を参照。

## 出演者

### 第1シリーズ
講師
沼野恭子（『ロシア語会話』最終シリーズからの続投）
ネイティブゲスト
- セルゲイ・ポノマリョフ
- ナターリヤ・ダヴィドワ
- ドミトリー・デムチェンコ

4都市リポーター
- ウラジオストク：エカテリーナ・グトワ：※『アンコールまいにちロシア語』にも出演。
- ハバロフスク：ダリヤ・ウラノワ（Дарья　Уланова）：ハバロフスク在住の新聞記者。
- ヤクーツク：アレクサンドル・ポポフ
- イルクーツク：エレーナ・ムルジナ

### 第2シリーズ
ナビゲーター
小林麻耶（フリーアナウンサー）
他の欧州言語に足並みを揃えての位置であるが、あくまでも「生徒」であるという点も変わらない。
講師
貝澤哉（早稲田大学文学学術院教授）
ネイティブゲスト
- 河合エフゲーニャ
- ミハイル・コリャシキン
- ジェーニャ（タレント・声優）

現地リポーター
- アリーナ・ドルガーノワ

番組構成
- スキット - サンクトペテルブルクを舞台とした会話表現およびそれらに付随した文法の紹介・解説
- 覚えよう！ 旅の単語 - キリル文字の読みや数字のロシア語読みなどの紹介
- 魅惑のロシア - 美術や音楽、料理などのロシア文化を紹介するコーナー